# 2003 en Algérie
Chronologie de l’Algérie
- 1999
- 2000
- 2001
- 2002
- 2003
- 2004
- 2005
- 2006
- 2007

Cet article présente les faits marquants de l'année 2003 en Algérie ou relatifs à l'Algérie; datation selon le calendrier grégorien.

## Événements
- 4 janvier : embuscade de Teniet El-Abed; attaque menée par le Groupe salafiste pour la prédication et le combat, contre l'armée algérienne.
- 25 et 26 février : un appel à la grève générale est lancé par l'Union générale des travailleurs algériens[1].
- 2 et 4 mars : visite du président français Jacques Chirac en Algérie[1].
- 6 mars : Vol Air Algérie 6289. Un Boeing 737-200 d'Air Algérie s'écrase à Tamanrasset, faisant 102 morts.
- 9 mai : Gouvernement Ouyahia III
- 21 mai : séisme de 2003 à Boumerdès qui s’est produit le 21 mai à 19 h 44 min 21 s heure locale  dans le nord-est de l'Algérie. Le choc avait une magnitude de 6,8 et une intensité maximale de X (extrême) sur l'échelle de Mercalli. L’épicentre du séisme était situé près de la ville de Thénia dans la wilaya de Boumerdès, à environ 60 km à l'est de la capitale Alger. Le séisme a été le plus violent en Algérie depuis plus de vingt ans où le séisme de 1980 à El Asnam de magnitude 7,1 avait fait au moins 2 633 morts.

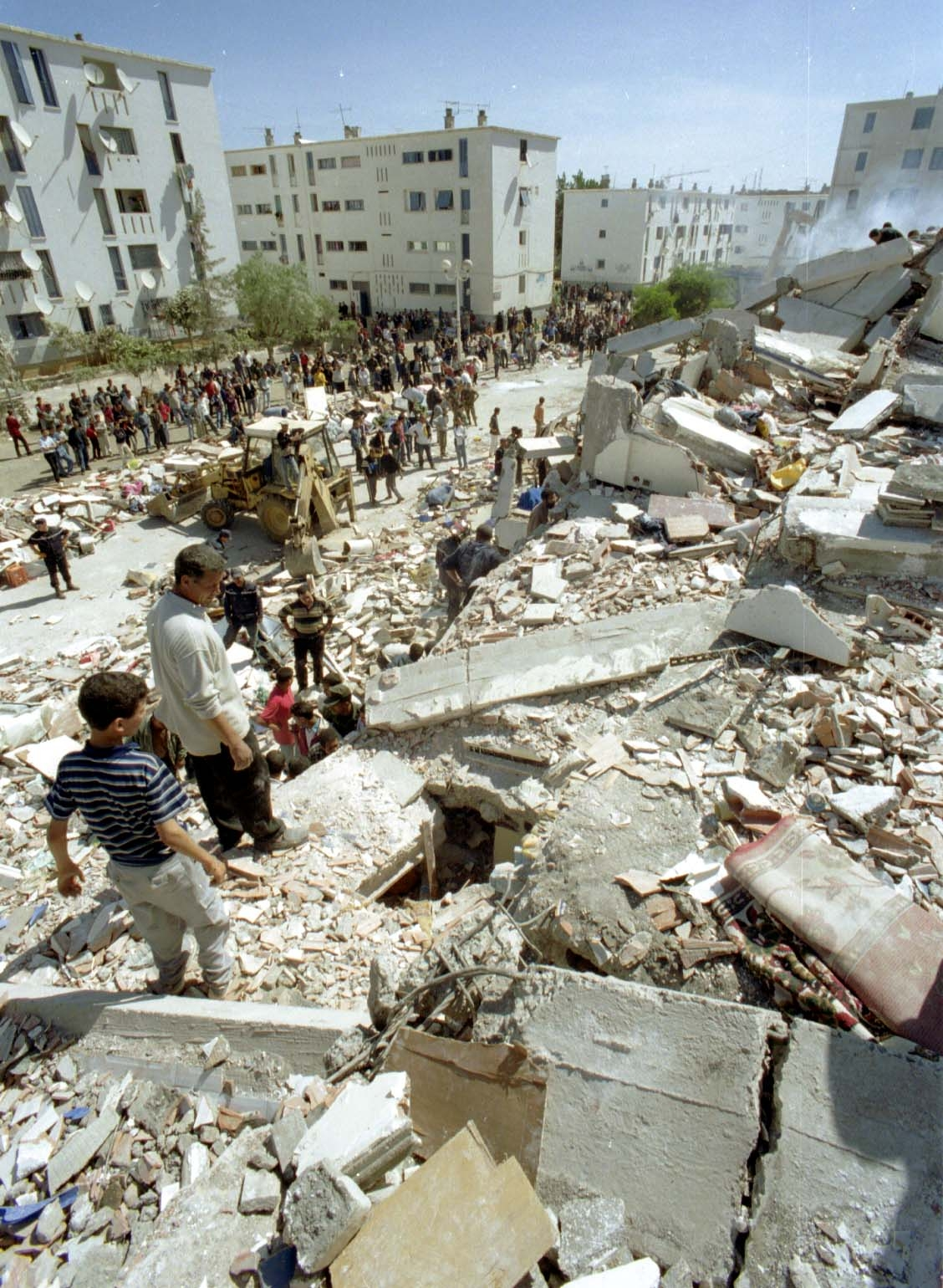
Seisme de Boumerdes.

- 2 juillet : Abassi Madani et Ali Benhadj, dirigeants du Front islamique du salut sont libérés de prison. Ils avaient été arrêtés en 1991[1].
- 30 décembre : le Front de libération nationale (FLN) voit ses activités gelées par décision de justice. Ali Benflis ne peut donc pas utiliser les structures du parti pour se présenter à l'élection présidentielle de 2004[1].

## Sports

### Football
- Équipe d'Algérie de football en 2003
- Championnat d'Algérie de football 2002-2003
- Championnat d'Algérie de football 2003-2004
- Championnat d'Algérie de football de deuxième division 2002-2003
- Championnat d'Algérie de football de deuxième division 2003-2004
- Championnat d'Algérie de football de troisième division 2002-2003
- Championnat d'Algérie de football de troisième division 2003-2004
- Coupe d'Algérie de football 2002-2003
- Coupe d'Algérie de football 2003-2004
- Saison 2002-2003 de l'USM Alger
- Saison 2003-2004 de l'USM Alger
- Saison 2002-2003 de l'USM Blida
- Saison 2003-2004 de l'USM Blida
- Saison 2002-2003 du MO Constantine
- Saison 2003-2004 du MO Constantine

## Culture

### Cinéma
- Le Soleil assassiné, film franco-belgo-tunisio-algérien réalisé par Abdelkrim Bahloul et sorti en 2003.

## Naissances en 2003
- Naissance en Algérie en 2003

## Décès en 2003
- Décès en Algérie en 2003